# Modele oceny zagrożenia upadłością
Modele oceny zagrożenia upadłością – modele statystyczne wykorzystujące najczęściej liniową analizę dyskryminacyjną, logit, probit lub sieci neuronowe w procesie prognozowania (predykcji) zagrożenia upadłością przedsiębiorstwa. 

## Przykłady modeli oceny zagrożenia upadłością
| Charakterystyka modelu | Wskaźniki wykorzystane w modelu | Postać funkcji modelu i kryterium klasyfikacyjne                                                                             |
| --- | --- | --- |
| W procesie budowy modelu za upadłe lub zagrożone upadłością przyjęto spółki publiczne, wobec których w latach 2000 – 2002 zgłoszono w sądzie przynajmniej jeden wniosek o upadłość lub o otwarcie postępowania układowego, niezależnie od tego, jakie skutki prawne miały te wnioski. Próba złożona była z 34 spółek zagrożonych upadłością. Spółki zdrowe dobrano w taki sposób, by każda z nich odpowiadała jednej ze spółek upadłych. Pierwotnie analizowano 19 wskaźników finansowych. Do budowy modelu wykorzystano natomiast 6 wskaźników finansowych. | - X1 – aktywa bieżące / pasywa bieżące; - X2 – aktywa obrotowe - zapasy - należności / zobowiązania krótkoterminowe; - X3 – zysk brutto / przychody ze sprzedaży; - X4 – średnia wartość zapasów / przychody ze sprzedaży * 360 dni; - X5 – zysk netto / średnia wartość aktywów; - X6 – zobowiązania ogółem + rezerwy/ wynik na działalności operacyjnej + amortyzacja; | Z = 1,286440X1 - 1,305280X2 - 0,226330X3 - 0,005380X4 + 3,015280X5 - 0,009430X6 - 0,66132 Z > 0 – brak zagrożenia upadłością |

| Charakterystyka modelu | Wskaźniki wykorzystane w modelu | Postać funkcji modelu i kryterium klasyfikacyjne                                                    |
| --- | --- | --------------------------------------------------------------------------------------------------- |
| Model opracowany na 34 przedsiębiorstwach, dwie liczebnie równe klasy: podmioty „niezbankrutowane” oraz „zbankrutowane”, które w 1995 roku znalazły się w stanie bankructwa. Pierwotnie wykorzystywano 20 wskaźników, ostatecznie uwzględniono 4. | - X1 – (średnia wartość zobowiązań; krótkoterminowych / koszt wytworzenia produkcji sprzedanej) * 360 dni; - X2 – zysk netto / średnia wartość aktywów w roku; - X3 – zysk brutto / przychody netto ze sprzedaży; - X4 – aktywa ogółem / zobowiązania ogółem. | Z = - 0,3342 - 0,000500X1 + 2,055200X2 + 1,726000X3 + 0,115500X4 Z > 0 – brak zagrożenia upadłością |

| Charakterystyka modelu | Wskaźniki wykorzystane w modelu | Postać funkcji modelu i kryterium klasyfikacyjne                                                              |
| --- | --- | --- |
| Model był zbudowany na danych o 40 przedsiębiorstwach, które zbankrutowały i 40 przedsiębiorstwach kontynuujących działalność. Badanie dotyczyło 3 lat (1993 – 1996). W pierwszym etapie analizy wybrano 28 wskaźników finansowych. Ostateczna postać modelu została oparta na 5 wskaźnikach. | - X1 – aktywa bieżące / pasywa bieżące; - X2 – zobowiązania ogółem / aktywa ogółem; - X3 – przychody z ogółu działalności/ średnioroczne aktywa ogółem; - X4 – zysk netto/ aktywa; - X5 – (zobowiązania krótkoterminowe / koszt sprzedanych produktów towarów i materiałów) * 360. | Z = 0,681000X1 - 0,019600X2 + 0,157000X3 + 0,009690X4 + 0,000672X5 + 0,605 Z > 0 – brak zagrożenia upadłością |

| Charakterystyka modelu | Wskaźniki wykorzystane w modelu | Postać funkcji modelu i kryterium klasyfikacyjne                                     |
| --- | --- | ------------------------------------------------------------------------------------ |
| Do estymacji modelu wykorzystano zbiór składający się z 80 spółek w 40 niezagrożonych i 40 zagrożonych upadłością. W analizach były uwzględniane dane sprawozdawcze za lata 1997-2001. Wstępnie wyselekcjonowano 45 wskaźników. Do budowy modelu wykorzystano ostatecznie 4 wskaźniki. | - X1 – wynik operacyjny / średnia wartość aktywów w roku; - X2 – kapitał własny / aktywa; - X3 – wynik finansowy netto + amortyzacja / zobowiązania ogółem; - X4 – aktywa obrotowe / zobowiązania krótkoterminowe. | Z = 9,498X1 + 3,566X2 + 2,903X3 + 0,452X4 - 1,498 Z > 0 – brak zagrożenia upadłością |

## Zarzuty stawiane modelom oceny zagrożenia upadłością
- Przyjmowanie przy budowie modeli (na podstawie wielowymiarowej analizy dyskryminacyjnej) założeń o normalności rozkładu zmiennych opisujących sytuację ekonomiczno-finansową przedsiębiorstwa (wskaźników finansowych), podczas gdy założenie to jest najczęściej nie przestrzegane w dalszych pracach nad modelem (skutkiem tego uzyskiwane wyniki mogą okazać się statystycznie nieistotne);
- Dyskusyjne, niejednoznaczne, a nawet kontrowersyjne jest definiowanie samych pojęć opisujących trudności finansowe przedsiębiorstwa, często bowiem używa się takich pojęć jak: upadłość, niewypłacalność, utrata zdolności płatniczej czy bankructwo;
- Problemem jest również umiejscowienie w czasie wystąpienia zjawiska upadłości. Często poszczególni autorzy identyfikują przedsiębiorstwo jako upadłe, wykorzystując informacje zawarte w Monitorze Sądowo–Gospodarczym, w którym są drukowane zawiadomienia o decyzji odpowiedniego sądu. Jest to jednak upadłość w sensie prawnym. Z uwagi na to, iż w Polsce czas postępowań upadłościowych jest długi, rzeczywista upadłość ekonomiczna mogła mieć miejsce kilka lat wcześniej. Czyli sprawozdania na rok przed upadłością prawną mogą być już sprawozdaniami finansowymi firmy, która powinna być już uznana za firmę upadłą w rozumieniu ekonomicznym. Fakt ten może częściowo tłumaczyć, dlaczego już na dwa lata przed upadłością prawną jakość predykcji modeli gwałtownie spada;
- Częste sprowadzanie wyniku analizy zagrożenia upadłością do wymiaru zero-jedynkowego (przedsiębiorstwo zagrożone upadłością lub przedsiębiorstwo nie zagrożone upadłością), co niekiedy utrudnia wnioskowanie (zwłaszcza w pobliżu punktów granicznych cut-off) oraz analizę samych przyczyn bankructwa;
- Najczęstsze ograniczenie trafności prognoz modelu do podmiotów podobnych, działających w zbliżonych warunkach i branżach – jak przedsiębiorstwa stanowiące próbkę, na której model był tworzony lub pierwotnie testowany;
- Uwzględnianie w modelu jedynie kwantyfikowalnych zjawisk, a pominięcie czynników o charakterze jakościowym, a także – co jest w warunkach polskich szczególnie istotne – niestabilności przepisów prawnych oraz niewłaściwych decyzji organów administracji oraz organów kontroli skarbowej (np. przykład R. Kluski i firmy Optimus SA);
- Opieranie oceny zagrożenia na wskaźnikach finansowych zbudowanych na podstawie sprawozdawczości finansowej. W odniesieniu do obecnej sprawozdawczości finansowej można wskazać dwa problemy. Po pierwsze występuje zjawisko kreatywnej rachunkowości. Po drugie obecne standardy rachunkowości finansowej raportują głównie aktywa materialne, podczas gdy coraz większa rzesza firm opiera się na aktywach niematerialnych (np. kancelarie prawne, firmy konsultingowe, firmy informatyczne czy media), które stanowią zarówno o ich przewadze konkurencyjnej, jak i mogą stanowić źródło problemów w przypadku ich utraty lub obniżenia ich wartości (np. marki);
- Częsta subiektywność procesu doboru i oceny znaczenia dla predykcji upadłości poszczególnych wskaźników finansowych wykorzystywanych później do budowy modelu;
- Częsty brak uniwersalnej formuły funkcji dyskryminacyjnej zarówno w ujęciu podmiotowym (forma prawna), przedmiotowym (rodzaj prowadzonej działalności) czy czasowym (starzenie się modeli – bez odpowiedzi, jak dotychczas, pozostaje pytanie, czy i z jaką częstotliwością należałoby weryfikować parametry modeli, tak aby zachowywały one swoją wiarygodność, co ma zwłaszcza znaczenie w krajach charakteryzujących się istotną zmiennością warunków gospodarowania), co oznacza konieczność (celowość) sporządzania różnych modeli dla różnych branż oraz przedsiębiorstw w różnych krajach;
- Zmieniające się modele biznesowe działania firm – coraz więcej firm działa na zasadzie firm projektowych. Projektowy model biznesowy funkcjonowania przedsiębiorstw jest całkowicie nowym obiektem badań teoretycznych, a praktyka tworzenia tego rodzaju firm w Polsce znajduje się nadal w fazie początkowej. Wśród pierwszych firm, które zdecydowały się na taki model biznesowy można wymienić część firm informatycznych i konsultingowych, a także firmy deweloperskie oraz budowlano- wykonawcze. Specyfika działalności biznesowej tych firm wpływa na konieczność stosowania unikalnych i zindywidualizowanych metod oceny zagrożenia tych firm upadłością. W przypadku typowej firmy jej wyniki finansowe są funkcją warunków (zewnętrznych oraz wewnętrznych), wykorzystywanych zasobów i skali prowadzonej dość ustabilizowanej działalności. W firmie projektowej działalność biznesowa jest bardzo nieustabilizowana i jest funkcją ryzyka realizowanych projektów;
- Problem wrażliwości modeli na fazę cyklu koniunkturalnego, co wiąże się z tym, że określony model może być oszacowany z wykorzystaniem danych finansowych firm z okresu dekoniunktury, która w sposób istotny wpływa chociażby na strukturę pozycji bilansowych (wzrost zapasów, należności czy kredytów) czy wielkości poszczególnych kosztów w rachunku zysków i strat (np. zwiększone koszty marketingu i promocji). W takim przypadku oszacowane wartości wskaźników finansowych, a w konsekwencji postaci modelu w pewnym stopniu odzwierciedlają stan koniunktury gospodarczej. Zastosowanie takiego modelu w czasie dekoniunktury gospodarczej może być niewłaściwe, ale jeszcze groźniejsza wydaje się być sytuacja odwrotna, tzn. model oszacowany w okresie dobrej koniunktury może błędnie oceniać poziom zagrożenia upadłością;
- Częsty brak możliwości uwzględniania w modelach specyficznych cech danego przedsiębiorstwa, np. jego struktury organizacyjnej, celu działania, umiejscowienia w grupie kapitałowej, co ma wpływ na oszacowaną wartość niektórych wskaźników finansowych.

## Typowe obszary decyzyjne w przedsiębiorstwie wymagające informacji o poziomie zagrożenia upadłością partnera biznesowego
| Nazwa decyzji                                | Komentarz |
| Decyzje strategiczne                         | Decyzje strategiczne |
| -------------------------------------------- | --- |
| 1. Rzeczowe decyzje inwestycyjne             | Podjęcie istotnych decyzji rozwojowych wymaga oceny ryzyka, czy w razie niepowodzenia nie nastąpi utrata płynności lub utrata wypłacalności przedsiębiorstwa. |
| 2. Finansowe decyzje inwestycyjne            | Emisja papierów dłużnych wymaga określenia ryzyka, czy przedsiębiorstwo będzie w stanie spełnić oczekiwanie akcjonariuszy i wierzycieli. |
| 3. Umowy partnerskie                         | Podpisanie umowy o wspólnych inicjatywach działanie na rynkach trzecich, czy prowadzeniu wspólnych badań w sferze B+R może w przypadku upadłości jednego z partnerów istotnie zagrozić realizacji strategii drugiego partnera.                                                                                              |
| 4. Fuzje i przejęcia                         | Pominięcie w decyzjach oceny upadłości z reguły prowadzi do zwielokrotnienia kosztów realizacji transakcji łączenia się przedsiębiorstw. |
| 5. Zmiany w strukturze własności             | Znaczące zmiany w strukturze własności prowadzą do konieczności oceny prawdopodobieństwa upadłości przedsiębiorstwa, ponieważ mogą ulec zmianie jego ustalone cele, priorytety, dostępne zasoby i stosowane formy działania                                                                                                 |
| Decyzje operacyjne                           | |
| 1. Wybór dostawców                           | Podjęcie tych decyzji bez posiadania informacji o sytuacji ekonomiczno-finansowej i zagrożeniu upadłością kontrahenta danego przedsiębiorstwa nie podważy szans jego dalszego działania, lecz spowoduje kosztowne zakłócenia i kumulację negatywnych tendencji w zakresie efektywności i konkurencyjności przedsiębiorstwa. |
| 2. Wybór kanałów dystrybucji                 | Podjęcie tych decyzji bez posiadania informacji o sytuacji ekonomiczno-finansowej i zagrożeniu upadłością kontrahenta danego przedsiębiorstwa nie podważy szans jego dalszego działania, lecz spowoduje kosztowne zakłócenia i kumulację negatywnych tendencji w zakresie efektywności i konkurencyjności przedsiębiorstwa. |
| 3. Wybór podstawowego banku                  | Podjęcie tych decyzji bez posiadania informacji o sytuacji ekonomiczno-finansowej i zagrożeniu upadłością kontrahenta danego przedsiębiorstwa nie podważy szans jego dalszego działania, lecz spowoduje kosztowne zakłócenia i kumulację negatywnych tendencji w zakresie efektywności i konkurencyjności przedsiębiorstwa. |
| 4. Wybór audytora                            | Podjęcie tych decyzji bez posiadania informacji o sytuacji ekonomiczno-finansowej i zagrożeniu upadłością kontrahenta danego przedsiębiorstwa nie podważy szans jego dalszego działania, lecz spowoduje kosztowne zakłócenia i kumulację negatywnych tendencji w zakresie efektywności i konkurencyjności przedsiębiorstwa. |
| 5. Zakup lub sprzedaż papierów wartościowych | Podjęcie tych decyzji bez posiadania informacji o sytuacji ekonomiczno-finansowej i zagrożeniu upadłością kontrahenta danego przedsiębiorstwa nie podważy szans jego dalszego działania, lecz spowoduje kosztowne zakłócenia i kumulację negatywnych tendencji w zakresie efektywności i konkurencyjności przedsiębiorstwa. |
| Decyzje bieżące                              | |
| 1. Istotne transakcje kupna, sprzedaży       | Tego typu decyzje nie poparte analizą upadłości partnerów zwykle prowadzą do powstania niskiej jakości portfela należności lub komplikacje wynikające z niedotrzymania warunków umów (np. utrata gwarancji z tytułu reklamacji, utrata podatku VAT).                                                                        |

## Podmioty korzystające z modeli oceny zagrożenia upadłością
- banki i inne instytucje finansowe, oceniające ryzyko kredytowe na zbliżonych zasadach (np.: firmy faktoringowe, leasingowe, agencje eksportowe);
- instytucje zarządzające środkami pochodzącymi z różnych funduszy, np.: z Unii Europejskiej (np. w celu oceny zdolności danego przedsiębiorstwa do realizacji inwestycji – jako element oceny wiarygodności przedsiębiorstwa zabiegającego o wsparcie);
- inwestorzy inwestujący na rynku kapitałowym (zarówno w akcje jak i obligacje);
- dostawcy, kooperanci oraz klienci – zainteresowani monitoringiem kondycji finansowej przedsiębiorstwa, z którym wiążą ich relacje biznesowe;
- wywiadownie gospodarcze, agencje ratingowe oraz podmioty infrastruktury systemu bankowego, takie jak Biuro Informacji Kredytowej;
- podmioty konkurujące – zainteresowane badaniem kondycji ekonomicznej konkurentów.
- organy władzy państwowej i samorządowej, instytucje o administracyjnym lub publiczno-finansowym charakterze (np.: ZUS i urzędy skarbowe);
- kadra zarządzająca danego przedsiębiorstwa – bezpośrednio zainteresowana badaniem kondycji finansowej zarządzanego przez siebie przedsiębiorstwa;
- pracownicy danego przedsiębiorstwa oraz związki zawodowe – potrzebujące stosownych informacji w celu dążenia do realizacji postulatów socjalnych lub weryfikowania zasadności postulowanych przez kierownictwo zmian, argumentowanych problemami finansowymi przedsiębiorstwa; także osoby zainteresowane podjęciem pracy w danym przedsiębiorstwie;
- organy kontrolne przedsiębiorstw (rady nadzorcze, komisje rewizyjne itp.);
- główni wspólnicy i akcjonariusze (właściciele), a także organy założycielskie, w tym Ministerstwo Skarbu Państwa (w przypadku Spółek Skarbu Państwa oraz przedsiębiorstw państwowych);
- biegli rewidenci i inni audytorzy – zobowiązani do sprawdzenia, czy nie istnieją przesłanki świadczące o zagrożeniu kontynuowania działalności gospodarczej;
- podmioty zainteresowane procesem fuzji lub przejęcia innego przedsiębiorstwa;
- sądy gospodarcze orzekające w zakresie postępowań naprawczych i upadłościowych.